# Reginald Francis Heaton Nalder
Reginald Francis Heaton Nalder, CB, OBE, britanski general, * 1895, † 1978.